# 9 janvier 1950
Le lundi 9 janvier 1950 est le 9e jour de l'année 1950.

## Naissances
- Alec Jeffreys, généticien britannique
- Carlos Aguiar Retes, prélat catholique mexicain
- Christian Bernard, directeur de musée et de festival d’art français
- Christine Crawley, personnalité politique britannique
- David Johansen, acteur américain
- Giuliano Mazzoni, pilote de rallye italien
- Hubert Arbès, coureur cycliste français
- Josef Klíma, joueur de basket-ball tchécoslovaque
- Miguel Krigsner, entrepreneur brésilien
- Rio Reiser (mort le 20 août 1996), acteur allemand
- Sergueï Kotov, joueur de hockey sur glace russe
- Vladimir Semenets, cycliste soviétique

## Décès
- Arthur Maude (né le 23 juillet 1880), acteur britannique
- Johnny Doran (né en 1907), musicien irlandais
- Kastor Notter (né le 16 février 1903), coureur cycliste suisse (1903-1950)

## Événements
- Création de l'aéroport du grand Binghamton